# Герб Дарницького району
Герб Да́рницького райо́ну — офіційний геральдичний символ Дарницького району міста Києва, затверджений 10 жовтня 2001 року рішенням N17 сесії Дарницької районної ради.

## Опис
Зелений щит в 1/3 нижній частині закінчується синьою основою. На ньому у верхній частині летить срібний лелека з червоними дзьобом та лапами, на кінцях кожного з крил по дев'ять чорних пір'їн. В середній частині герба міститься срібний лист осокора з сімома прожилками, а в нижній частині — на фоні синьої основи золота двоголова ладдя з червоним коштовним камінням у формі келиха-братини. 
Щит увінчано срібною мурованою короною.

## Пояснення символіки
Зелений колір щита є кольором надії, добробуту та процвітання. Синій колір основи є кольором миру, злагоди, мудрості та добробуту. Срібний колір символізує чистоту і благородство, золотий — тепло та достаток, а червоний — боротьбу за краще майбутнє.
Зелене поле щита є образом лісових масивів, що вкривають більшу частину району та прилеглої до його території.
Лелека є символом птаха, що за старовинними переказами в давній Україні-Русі символізувала Матір Славу — жіночий образ Святого Духа — покровительки України-Русі. В районному гербі вона символізує повернення державності України, щасливий сучасний розвиток району, добро, спокій, оновлення.
Хвиляста основа символізує Дніпро-Славуту, до берегів якого в старовинні часи приносили дари Великим князям Київським, і які в сучасній період поєднують Дарницький район з іншими районами міста Києва.
Лист осокора символізує одну з давніх місцевостей — селище Осокорки, що виникло на місці осокорових лісів, відомості про яке ще в 1070 р. залишив князь київський Всеволод Ярославович, подарувавши ці землі Видубицькому монастирю. В сучасний період Осокорки разом з колишніми селищами лівого берегу — Червоний хутір, Позняки та Бортничі є складовими частинами району.
Золота двоголова ладдя з червленим коштовним камінням у формі келиха-братини, засвідчує причетність сучасної території Дарницького району до славного стародавнього минулого міста Києва та невід'ємну територіальну єдність з територією сучасної столиці України — містом-героєм Києвом.

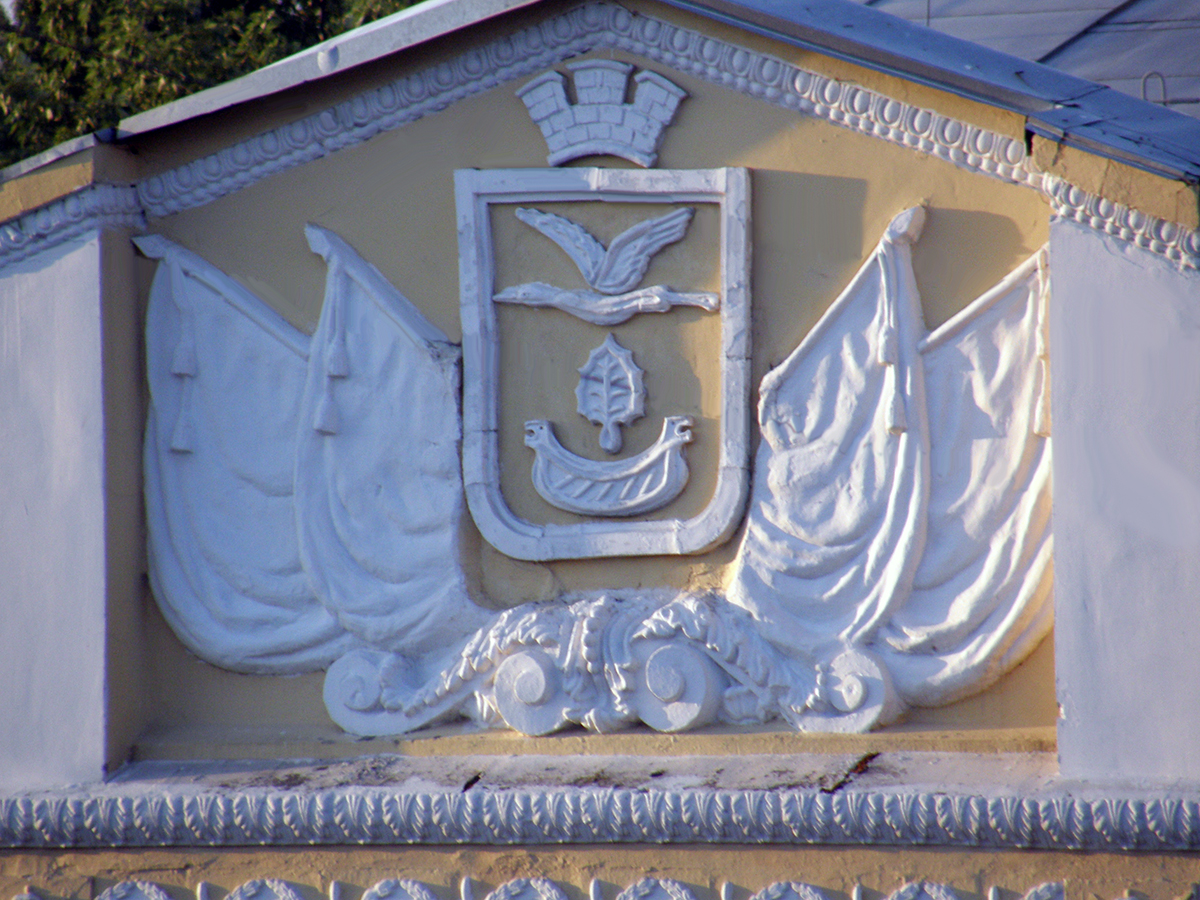
герб району на фронтоні будинку культури «Дарниця»

Срібна міська корона (лат. corona muralis) є ознакою муніципальної геральдики. Герби міст та їхніх дільниць традиційно увінчуються саме мурованою короною.
На гербі, який символізує сьогодні Дарницю — птах і блакитна Дніпровська вода. Знавці символіки відзначають, що в цих знаках зосереджена позитивна енергетика, яка має потужну перспективу і спонукає до примноження добра.